# Watervallibel
De watervallibel (Zygonyx torridus) is een libellensoort uit de familie van de korenbouten (Libellulidae), onderorde echte libellen (Anisoptera).
De wetenschappelijke naam Zygonyx torridus is voor het eerst geldig gepubliceerd in 1889 door Kirby.